# Бой под Курувом
Бой под Курувом — одно из вооруженных столкновений в ходе Польского восстания 1830—1831 годов, которое произошло 19 февраля (3 марта) 1831 года близ населённого пункта Курув, между польскими повстанческими отрядами под началом генерала Юзефа Дверницкого и частями русской императорской армии под командованием полковника Трухачевского.
Генерал Киприан Антонович Крейц, получив сведения о движении Дверницкого и готовящемся восстании в Люблине, перешел с левого берега реки Вислы на правый и двинулся к городу Люблину, оставив у Пулав Тверской драгунский и Донской казачий Хоперский полки с двумя орудиями. 
Между тем, Дверницкому было поручено произвести экспедицию на Волынь с целью поднять там восстание. Дверницкий (22 эскадрона, 4 батальона, 12 орудий, всего около 6500 человек) 17 февраля (1 марта) 1831 года двинулся от Козениц к Гневашеву; его авангард, Лаговского, 18 февраля (2 марта) 1831 года переправился у Пулав, а 19 февраля (3 марта) 1831 года в том же месте перешел Вислу и Дверницкий. 
Отряд Трухачевского, не имея возможности остановить Дверницкого, который, зная о слабости Крейца, действовал решительно, начал 19 февраля (3 марта) 1831 года отступать на Куруву; за ним двинулся Дверницкий. Трухачевский отходил без потерь к Маркушеву на соединение с корпусом, но неожиданно услышал позади себя канонаду. Причина её была следующая. Назначенный наблюдать за крепостью Замостьем, генерал-майор Евстафий Владимирович Кавер совершил рейд к Туробину и Янову с отрядом, состоявшим из Финляндского драгунского полка, двухсот казаков и четырёх пушек. По окончании поиска, вместо того, чтобы вернуться к Замостью, которого он не должен был оставлять без наблюдения, Кавер двинулся к Белжице, которая не входила в назначенный ему Крейцом район действий. Затем, узнав о переходе неприятеля на правый берег Вислы, Кавер направился через Ванвольницы к Куруву и таким движением, став впереди отряда Трухачевского, с которым не наладил связь, подставил себя под удары всего корпуса Дверницкого. Кроме того, выйдя к Куруву, Кавер занял позицию впереди местечка, вместо того, чтобы стать за плотиной, спешить драгун и оборонять Курув. Дверницкий, приблизившись к Куруву и заметив русскую конницу, тотчас приказал пехоте занять рощу вправо от дороги, а уланам выждать выхода пехоты из рощи и тогда уже вести атаку. Однако, уланы, не ожидая пехоты, бросились на русских драгун, захватили 4 пушки, едва успевшие дать по одному выстрелу (офицер, защищаясь с орудийной прислугой до последего был заколот на орудии, которое он обнял, словно не желая с ним расстаться), и опрокинули российский отряд, а затем стали гнать его. Кавер не только не встретил атаку атакой, но сам немедленно дал тыл, а за ним понеслись драгуны по плотине, с которой позабыли даже убрать рогатку. 
Трухачевский, услышав выстрелы, повернул свой отряд назад и пошел на выручку; на него нестройной толпой неслись Финляндские драгуны, преследуемые польскими уланами. Трухачевский пропустил драгун и встретил поляков атакой; опрокинув два эскадрона улан и эскадрон Понятовского, он успел отбить у них одно из захваченных орудий. Однако, видя постепенно прибывающие к врагу подкрепления, сильно теснимый, стал отступать к Люблину. Напуганный Кавер, прискакав в Люблин к Крейцу, доложил что весь его полк уничтожен. Крейц тотчас же выслал к Ясткову Делинсгаузена с приказанием занять там позицию для прикрытия отступавших. Дверницкий в тот же день (19 февраля (3 марта) 1831 года) занял Маркушев. 
В Военной энциклопедии Сытина была дана следующая оценка действиям Кавера: «Этот бой является наглядным примером бестолкового применения Кавером инициативы, отсутствия разведки и игнорирования связи с соседними отрядами, что, главным образом, и привело к неудаче». 
Генерал Е. В. Кавер после этих событий предстал перед судом по окончании которого был 27 июня 1833 года отправлен в отставку и лишь в 1844 году, находясь в Киеве, после обращения к императору Николаю I получил разрешение вступить в гражданскую службу.